# Veletržní pohár 1969/1970
Sezóna 1969/70 Veletržního poháru byla 12. ročníkem tohoto poháru. Vítězem se stal tým Arsenal FC.

## První kolo
| Tým #1                   | Celk.  | Tým #2                   | 1. zápas | 2. zápas |
| ------------------------ | ------ | ------------------------ | -------- | -------- |
| Valur                    | 0 – 8  | RSC Anderlecht           | 0 – 6    | 0 – 2    |
| Jeunesse Esch            | 3 – 6  | Coleraine FC             | 3 – 2    | 0 – 4    |
| Dunfermline Athletic FC  | 4 – 2  | FC Girondins de Bordeaux | 4 – 0    | 0 – 2    |
| Vojvodina Novi Sad       | 1 – 2  | Gwardia Varšava          | 0 – 1    | 1 – 1    |
| Hvidovre IF              | 1 – 4  | FC Porto                 | 1 – 2    | 0 – 2    |
| Dundee United FC         | 1 – 3  | Newcastle United FC      | 1 – 2    | 0 – 1    |
| Vitória SC               | 2 – 1  | FC Baník Ostrava         | 1 – 0    | 1 – 1    |
| Rosenborg BK             | 1 – 2  | Southampton FC           | 1 – 0    | 0 – 2    |
| Vitória FC               | 7 – 2  | Rapid Bukurešť           | 3 – 1    | 4 – 1    |
| Liverpool FC             | 14 – 0 | Dundalk FC               | 10 – 0   | 4 – 0    |
| UD Las Palmas            | 0 – 1  | Hertha BSC               | 0 – 0    | 0 – 1    |
| Juventus FC              | 5 – 2  | Lokomotiv Plovdiv        | 3 – 1    | 2 – 1    |
| FC Lausanne-Sport        | 2 – 4  | Raba ETO Győr            | 1 – 2    | 1 – 2    |
| Barcelona                | 6 – 0  | B1913                    | 4 – 0    | 2 – 0    |
| FC Hansa Rostock         | 3 – 2  | Panionios                | 3 – 0    | 0 – 2    |
| FC Internazionale Milano | 4 – 0  | AC Sparta Praha          | 3 – 0    | 1 – 0    |
| FC Zürich                | 4 – 5  | Kilmarnock FC            | 3 – 2    | 1 – 3    |
| PFK Slavia Sofia         | 3 – 1  | Valencia CF              | 2 – 0    | 1 – 1    |
| TSV 1860 München         | 3 – 4  | Skeid Oslo               | 2 – 2    | 1 – 2    |
| Dinamo Bacău             | 7 – 0  | Floriana FC              | 6 – 0    | 1 – 0    |
| R. Charleroi SC          | 5 – 2  | NK Záhřeb                | 2 – 1    | 3 – 1    |
| FC Rouen                 | 2 – 1  | FC Twente                | 2 – 0    | 0 – 1    |
| Sporting CP              | 6 – 2  | LASK Linz                | 4 – 0    | 2 – 2    |
| Arsenal FC               | 3 – 1  | Glentoran FC             | 3 – 0    | 0 – 1    |
| Carl Zeiss Jena          | 1 – 0  | Altay SK                 | 1 – 0    | 0 – 0    |
| Aris Soluň               | 1 – 4  | Cagliari                 | 1 – 1    | 0 – 3    |
| CE Sabadell FC           | 3 – 5  | Club Brugge KV           | 2 – 0    | 1 – 5    |
| FK Partizan              | 2 – 3  | Újpest FC                | 2 – 1    | 0 – 2    |
| Stuttgart                | 4 – 1  | Malmö FF                 | 3 – 0    | 1 – 1    |
| Metz                     | 2 – 3  | SSC Neapol               | 1 – 1    | 1 – 2    |
| Hannover 96              | 2 – 4  | Ajax Amsterdam           | 2 – 1    | 0 – 3    |
| Wiener Sport-Club        | 5 – 6  | Ruch Chorzów             | 4 – 2    | 1 – 4    |

## Druhé kolo
| Tým #1                  | Celk.    | Tým #2                   | 1. zápas | 2. zápas |
| ----------------------- | -------- | ------------------------ | -------- | -------- |
| RSC Anderlecht          | 13 – 4   | Coleraine FC             | 6 – 1    | 7 – 3    |
| Dunfermline Athletic FC | 3 – 1    | Gwardia Varšava          | 2 – 1    | 1 – 0    |
| FC Porto                | 0 – 1    | Newcastle United FC      | 0 – 0    | 0 – 1    |
| Vitória SC              | 4 – 8    | Southampton FC           | 3 – 3    | 1 – 5    |
| Vitória FC              | 3(v) – 3 | Liverpool FC             | 1 – 0    | 2 – 3    |
| Hertha BSC              | 3 – 1    | Juventus FC              | 3 – 1    | 0 – 0    |
| Raba ETO Győr           | 2 – 5    | Barcelona                | 2 – 3    | 0 – 2    |
| FC Hansa Rostock        | 2 – 4    | FC Internazionale Milano | 2 – 1    | 0 – 3    |
| Kilmarnock FC           | 4 – 3    | PFK Slavia Sofia         | 4 – 1    | 0 – 2    |
| Skeid Oslo              | 0 – 2    | Dinamo Bacău             | 0 – 0    | 0 – 2    |
| R. Charleroi SC         | 3 – 3(v) | FC Rouen                 | 3 – 1    | 0 – 2    |
| Sporting CP             | 0 – 3    | Arsenal FC               | 0 – 0    | 0 – 3    |
| Carl Zeiss Jena         | 3 – 0    | Cagliari                 | 2 – 0    | 1 – 0    |
| Club Brugge KV          | 5 – 5(v) | Újpest FC                | 5 – 2    | 0 – 3    |
| Stuttgart               | 0 – 1    | SSC Neapol               | 0 – 0    | 0 – 1    |
| Ajax Amsterdam          | 9 – 1    | Ruch Chorzów             | 7 – 0    | 2 – 1    |

## Třetí kolo
| Tým #1              | Celk.    | Tým #2                   | 1. zápas | 2. zápas      |
| ------------------- | -------- | ------------------------ | -------- | ------------- |
| RSC Anderlecht      | 3(v) – 3 | Dunfermline Athletic FC  | 1 – 0    | 2 – 3         |
| Newcastle United FC | 1(v) – 1 | Southampton FC           | 0 – 0    | 1 – 1         |
| Vitória FC          | 1 – 2    | Hertha BSC               | 1 – 1    | 0 – 1         |
| Barcelona           | 2 – 3    | FC Internazionale Milano | 1 – 2    | 1 – 1         |
| Kilmarnock FC       | 1 – 3    | Dinamo Bacău             | 1 – 1    | 0 – 2         |
| FC Rouen            | 0 – 1    | Arsenal FC               | 0 – 0    | 0 – 1         |
| FC Carl Zeiss Jena  | 4 – 0    | Újpest FC                | 1 – 0    | 3 – 0         |
| SSC Neapol          | 1 – 4    | Ajax Amsterdam           | 1 – 0    | 0 – 4(prodl.) |

## Čtvrtfinále
| Tým #1             | Celk.    | Tým #2                   | 1. zápas | 2. zápas |
| ------------------ | -------- | ------------------------ | -------- | -------- |
| RSC Anderlecht     | 3(v) – 3 | Newcastle United FC      | 2 – 0    | 1 – 3    |
| Hertha BSC         | 1 – 2    | FC Internazionale Milano | 1 – 0    | 0 – 2    |
| Dinamo Bacău       | 1 – 9    | Arsenal FC               | 0 – 2    | 1 – 7    |
| FC Carl Zeiss Jena | 4 – 6    | Ajax Amsterdam           | 3 – 1    | 1 – 5    |

## Semifinále
| Tým #1         | Celk. | Tým #2                   | 1. zápas | 2. zápas |
| -------------- | ----- | ------------------------ | -------- | -------- |
| RSC Anderlecht | 2 – 1 | FC Internazionale Milano | 0 – 1    | 2 – 0    |
| Arsenal FC     | 3 – 1 | Ajax Amsterdam           | 3 – 0    | 0 – 1    |

## Finále
| Tým #1         | Celk. | Tým #2     | 1. zápas | 2. zápas |
| -------------- | ----- | ---------- | -------- | -------- |
| RSC Anderlecht | 3 – 4 | Arsenal FC | 3 – 1    | 0 – 3    |

## Vítěz
| Veletržní pohár 1969/70 Arsenal FC |